# 湯けむり忍者隊 葉隠一族
湯けむり忍者隊 葉隠一族（ゆけむりにんじゃたい はがくれいちぞく）は、2012年4月にデビューした佐賀県の肥前夢街道を拠点とする男性アイドルグループである。2015年4月には、佐賀忍者 葉隠一族（さがにんじゃ はがくれいちぞく）に改名。肥前夢街道は元より、嬉野温泉や佐賀県の宣伝を目的としている。

## 概要
福岡市の総合芸能事務所エレガントプロモーションに所属する男性モデル10名で結成（デビュー当時）。主に行政が運営する観光宣伝活動のためのご当地おもてなし武将隊が全国に広がりを見せる中、佐賀県では民間企業の肥前夢街道を拠点としたローカルアイドルプロジェクトとして結成された。
佐賀県や嬉野温泉、肥前夢街道をはじめ、九州全域を宣伝する忍者隊として活動し、デビュー時には「佐賀県初の男性ローカルアイドル誕生」や「イケメン忍者隊見参！」などマスコミ各社から報道された。
肥前夢街道の忍術アカデミーに通う忍者という設定のため、本名や出身地などの細かいプロフィールは非公開。殺陣専属講師は殺陣師の米村矢一、一族の頭目は空中りんご赤道斬りのギネスホルダーでもある剣源蔵、団体として九州忍者保存協会に加盟している。月に1回は必ず肥前夢街道で定期イベントを開催。
ソーシャルメディアでの活動にも力を入れており、メンバー全員がそれぞれ所持するfacebookのアカウントを用いてファンとの密なコミュニケーションを図っている（表に公開されないダイレクトメッセージなどは禁止されている模様）。

## 活動内容
主な活動内容は、嬉野温泉や佐賀県のPR隊として外部ベントに出演し、殺陣やダンス・オリジナル楽曲の披露を行っている。また佐賀県を代表する男性アイドルグループとして、メディアへの露出も多い。

## 佐賀忍者
2014年6月から、集英社が作品提供を行っている中国版少年ジャンプ「漫画行」（翻翻動漫）という少年雑誌に、葉隠一族（長門、燕扇、幸丸）がモデルとなる忍術学園コメディ「佐賀忍者」が連載をスタートした。作中では、佐賀県や嬉野温泉の土地や特産物などが登場している。

## 名称変更
2015年4月に「伊賀・甲賀・佐賀」というスローガンの元、佐賀県を「第三の忍者の聖地」とすることを目標とするため、また佐賀県知事や嬉野市長が「日本忍者協議会」設立の発起人になったことに影響を受け、「湯けむり忍者隊」から「佐賀忍者」にグループ名の変更を行った。

## プロデュース
- 殺陣 - NPO法人九州忍者保存協会
- 漫画 - 福岡県のコスプレイベント会社「楽装」（RakuShow）

## 略歴
2012年
- 1月 - エレガントプロモーション所属の男性タレント10名にて「湯けむり忍者隊 葉隠一族」を結成
- 2月 - デビュー前にTNCテレビ西日本のニュースにて葉隠一族結成の情報が放送される
- 4月 - 湯けむり忍者隊 葉隠一族として、肥前夢街道にてデビューイベントを開催
- 6月 - 九州朝日放送の旅番組『笑顔まんてん タビ好キ』で嬉野温泉のナビゲーターを務める
- 7月 - 『FNS27時間テレビ』に九州ブロック代表として頭目と共に出演、海の中道海浜公園サンシャインプールにてイベント開催
- 8月 - 第4回伊賀流忍者手裏剣打選手権大会にメンバー全員が出場
- 9月 - 大阪の湊町リバープレイスで開催された全国14組のご当地アイドルが出演した[3]「ロコドルサミット2012」に佐賀県代表として出演
- 10月 - 関西空港にて開催された[4]「ジャパンポップカルチャーフェスティバル」に出演
- 11月 - 葉隠一族オリジナルのUstream番組『はがくれHarat Station』放送開始
- 12月 - 肥前夢街道にてクリスマスイベント ファンの集いを開催

2013年
- 1月 - 正月各種イベントに出演
- 2月 - BS日テレ『ケンイチ』に嬉野温泉PRのため出演
  - 小倉あるあるCityにて定期イベントをスタート
- 3月 - 湯けむり忍者隊 葉隠一族 結成1周年記念イベントを肥前夢街道にて開催
- 4月 - 新1年生入学（一鶴・幸丸・柳吉）
- 5月 - コミュニティラジオ天神にてラジオ番組『にんじゃだもの』の放送が始まる
- 7月 - 日本テレビ『スッキリ!!』にスイーツPRのため出演。1stCDとなる「忍歌」をリリース
- 8月 - 福岡放送『motto』、テレビ西日本『タマリバ』に出演
- 9月 - メンバー7名が卒業、肥前夢街道にて卒業イベント開催
- 10月 - 所属団体九州忍者保存協会がNPO法人に組織変更、ご報告のためLove FM＆NBCラジオ佐賀に生出演
- 11月 - サガテレビ『かちかちワイド』、NHK『きん☆すた』に出演
- 12月 - 日本テレビ『ZIP!』、NHK BSプレミアム『欽ちゃんの全国びっくり王!』に出演

2014年
- 1月 - 「HELP」「また会いましょう」CDリリース
- 2月 - 『かちかちワイド』（佐賀)、『ひるじげドン』（長崎）、『ファイブチャンネル』（熊本）出演
- 3月 - サガテレビ45周年記念『かちかちワイドスペシャル』に出演
- 4月 - 『SASUKE RISING2014』（第30回記念大会）関西予選通過（長門）
- 5月 - 中国国際動漫節にゲスト出演
- 6月 - 漫画行『佐賀忍者』連載スタート、嬉野市長・佐賀県知事に報告のため表敬訪問
- 7月 - 7月3日『SASUKE RISING2014』（第30回記念大会）放送、長門が本選出場
- 8月 - SPRING JAPAN 『佐賀-成田便 就航記念イベント』出演
  - 肥前おばけ街道「シンデレラチケット」
  - 31日（日）幸丸卒業イベント開催
- 9月 - 葉隠一族第参期生募集開始
- 10月 - 葉隠一族第参期生（竜丸）お披露目イベント
  - 九州朝日放送『アサデス。』に新メンバー生出演、竜丸・虎太郎テレビ初出演
- 11月 - 元2期生の「一鶴」が約1年ぶりに復活、サポートメンバーとして加入
- 12月 - 肥前夢街道にてクリスマスパーティー「ファン感謝祭」を開催

2015年
- 1月 - FBS福岡放送『めんたいワイド』出演
  - ソフトバンク天神とコラボイベント開催
  - 影丸復活祭（1月2月限定復活）、清丸サポートメンバーとしてデビュー
  - 燕扇が2月22日で卒業することを発表
- 2月 - うれしのあったか祭り出演（恭之介デビューイベント）
  - 恭之介が杵藤地区代表として『歌王さが』（NHK）に生出演、グランプリ獲得
  - 忍者の日＆燕扇卒業公演告知のためNHK（全九州放送）・サガテレビ（『かちかちワイド』）生出演
  - 22日（忍者の日）燕扇卒業公演
- 3月 - 3周年記念イベント（名称を「湯けむり忍者隊 葉隠一族」から「佐賀忍者 葉隠一族」に変更
- 4月 - 三期生の竜丸・恭之介が5月の定期イベントで卒業を発表
- 8月 - 8月30日の定期イベントにて、リーダーの長門が卒業、葉隠一族一時活動休止

2016年
- 2月 - 2月21日（忍者の日イベント）に初の女性メンバー「お雪」がデビュー
- 2月 - 2月23日に葉隠一族新メンバー候補生の「京」がFBS『めんたいワイド』から密着取材

## メンバー
| 名前      | 読み              | 加入期 | デビュー日    | メンバーカラー | 種別           | 備考                                          |
| --------- | ----------------- | ------ | ------------- | -------------- | -------------- | --------------------------------------------- |
| 葉隠 一鶴 | はがくれ いっかく | 2期生  | 2013年4月1日  | 赤色           | チームリーダー | 2013年9月30日に活動休止、2014年11月24日に復活 |
| 葉隠 お雪 | はがくれ おゆき   | 4期生  | 2016年2月21日 | 紫色           | 正規メンバー   | 初の女性メンバー                              |

## 講師
| 名前      | 読み            | 役職   | 所属       |
| --------- | --------------- | ------ | ---------- |
| 剣 源蔵   | つるぎ げんぞう | 頭目   | 肥前夢街道 |
| 米村 矢一 | よねむら やいち | 殺陣師 | 博多忍塾   |

## 元メンバー
| 名前        | 読み                  | 加入期 | 備考                                 |
| ----------- | --------------------- | ------ | ------------------------------------ |
| 葉隠 飛翔   | はがくれ ひしょう     | 1期    | 2012年6月に活動休止                  |
| 葉隠 獅子丸 | はがくれ ししまる     | 1期    | 2012年10月28日卒業                   |
| 葉隠 風助   | はがくれ ふうすけ     | 1期    | 2012年10月28日卒業                   |
| 葉隠 火針   | はがくれ かしん       | 1期    | 2012年10月28日卒業                   |
| 葉隠 白影   | はがくれ しろかげ     | 1期    | 2013年1月に活動休止                  |
| 葉隠 才蔵   | はがくれ さいぞう     | 1期    | 2013年9月29日卒業                    |
| 葉隠 影丸   | はがくれ かげまる     | 1期    | 2013年9月29日卒業、2015年1月限定復活 |
| 葉隠 乱丸   | はがくれ らんまる     | 1期    | 2013年9月29日卒業                    |
| 葉隠 右京丸 | はがくれ うきょうまる | 1期    | 2013年9月29日卒業                    |
| 葉隠 月影   | はがくれ つきかげ     | 1期    | 2013年9月29日卒業                    |
| 葉隠 柳吉   | はがくれ りゅうきち   | 2期    | 2013年9月29日卒業                    |
| 葉隠 幸丸   | はがくれ ゆきまる     | 2期    | 2014年8月31日卒業                    |
| 葉隠 燕扇   | はがくれ えんせん     | 1期    | 2015年2月22日卒業（忍者の日）        |
| 葉隠 竜丸   | はがくれ たつまる     | 3期    | 2015年5月31日卒業                    |
| 葉隠 恭之介 | はがくれ きょうのすけ | 3期    | 2015年5月31日卒業                    |
| 葉隠 長門   | はがくれ ながと       | 1期    | 2015年8月31日卒業                    |